# Copa Valais de Futebol Feminino de 2013
A Copa Valais de Futebol Feminino de 2013 foi a 3ª edição dessa competição organizada pela Matchworld Football S.A. É um torneio internacional de futebol feminino disputado em dois dias que contou com quatro seleções. Os jogos foram disputados no Estádio du Lussy em Châtel-Saint-Denis e no Estádio St-Germain em Savièse, Suíça.
Este torneio é o torneio de encerramento das Torneios de Verão de Futebol de Valais. Nesta edição a campeã foi a Seleção Neozelandesa de Futebol Feminino. Além disso, nesta competição, as neozelandesas surpreendentemente ao vencer o Brasil pela primeira vez em sua história.
Amber Hearn foi considerada a jogadora do torneio. Com 3 gols, ela foi a artilheira da competição e foi eleita como melhor jogadora do torneio.

## Participantes
- Brasil
- China
- México
- Nova Zelândia

## Competição
|  | Semi Final 22 de setembro    | Semi Final 22 de setembro    |   |                      | Final 25 de setembro | Final 25 de setembro |  |
|  |                              |                              |   |                      |                      |                      |  |
|  | 13:30 CEST - Châtel-St-Denis |                              |   |                      |                      |                      |  |
|  | China                        | 1                            |   |                      |                      |                      |  |
|  | México                       | 0                            |   |                      |                      |                      |  |
|  |                              |                              |   |                      |                      |                      |  |
|  |                              |                              |   |                      | 17:30 CEST - Savièse |                      |  |
|  |                              |                              |   |                      | Nova Zelândia        | 4                    |  |
|  |                              | China                        | 0 |                      |                      |                      |  |
|  |                              |                              |   |                      |                      |                      |  |
|  |                              |                              |   |                      |                      |                      |  |
|  |                              |                              |   |                      | Terceiro Lugar       |                      |  |
|  | 16:30 CEST - Châtel-St-Denis | 16:30 CEST - Châtel-St-Denis |   | 14:30 CEST - Savièse | 14:30 CEST - Savièse |                      |  |
|  | Brasil                       | 0                            |   | Brasil               | 4                    |                      |  |
|  | Nova Zelândia                | 1                            |   |                      | México               | 0                    |  |

## Jogos

### Semifinais
| 22 de setembro | China             | 1 – 0 | México | Estádio du Lussy, Châtel-Saint-Denis |
| 13:30 (CEST)   | Lingling Wang 66' |       |        | Árbitro: Jenny Palmqvist             |

| 22 de setembro | Brasil | 0 – 1 | Nova Zelândia   | Estádio du Lussy, Châtel-Saint-Denis |
| 16:30 (CEST)   |        |       | 66' Amber Hearn | Árbitro: Stéphanie Frappart          |

### Disputa do 3º Lugar
| 25 de setembro | México | 0 – 4 | Brasil                                       | Estádio St-Germain, Savièse |
| 14:30 (CEST)   |        |       | 19' Fabiana · 25', 41' Debinha · 80' Tamires | Árbitro: Esther Staubli     |

### Final
| 25 de setembro | China | 0 – 4 | Nova Zelândia                                                 | Estádio St-Germain, Savièse |
| 17:30 (CEST)   |       |       | 53' Hannah Wilkinson · 64', 87' Amber Hearn · 82' Rosie White | Árbitro: Simona Ghisletta   |

## Premiação

### Campeão
| Copa Valais de Futebol Feminino de 2013 |
| Nova Zelândia                           |
| --------------------------------------- |
| Nova Zelândia Campeão (1º título)       |

### Individual
- Melhor jogadora:  Amber Hearn
- Melhor goleira :  Thaís Picarte